# David Gustaf Frölich
David Gustaf Frölich, född  26 september 1757, död 18 augusti 1825 i Helsingborg, var en svensk greve och hovstallmästare.

## Biografi
David Gustaf Frölich var son till landshövdingen greve Bengt Gustaf Frölich och friherrinnan Catharina Magdalena von der Pahlen. Vid tio års ålder blev han volontär vid Norra skånska kavalleriregementet för att vid 13 bli korpral där. Han steg i graderna för att 1781 utnämnas till löjtnant, 1786 till ryttmästare vid Livregementet till häst samt 1788 bli kungens överadjutant och major i armén. Frölich blev 1792 överflyttad till Smålands kavalleriregemente, blev samma år hovstallmästare vid Norra skånska kavalleriregementet, och 1795 överstelöjtnant vid Smålands kavalleriregemente som nu bytt namn till Smålands lätta dragonregemente.
Frölich invaldes som ledamot 140 av Kungliga Musikaliska akademien den 5 februari 1794, och blev 1797 riddare av Svärdsorden.
Ett porträtt av Frölich är utfört av Dominico Bossi.
Frölich var gift med statsfrun friherrinnan Christina Charlotta Ruuth, dotter till Erik Ruuth. Sonen Gustaf Erik Frölich var landshövding.